# 大叶繁缕
大叶繁缕（学名：Stellaria delavayi）是石竹科繁缕属的植物，为中国的特有植物。分布在中国大陆的云南、四川等地，生长于海拔1,800米至3,400米的地区，见于林缘或草坡，目前尚未由人工引种栽培。

## 别名
西南繁缕（拉汉种子植物名称）、川滇繁缕。